# 斯洛博季謝 (伊林齊區)
48°57′56″N 29°35′46″E / 48.96556°N 29.59611°E
斯洛博季謝（烏克蘭語：Слободище）是位於烏克蘭西部文尼察州裏海辛區的村莊，始建於1650年，面積1.42平方公里，海拔高度218米，2001年人口988。